# フランシス・レイ
フランシス・レイ（フランシス・レ）（Francis Lai、1932年4月26日 - 2018年11月7日（死去判明日であり正確な逝去日は不明））は、フランス・ニース出身の作曲家。イタリア系のフランス人。少年期からアコーディオンなどを奏でていた。16歳の時、ニースからパリに上京し、テルトル広場界隈にいた。のちアコーディオン奏者から作曲家に転身。フランスの香り漂うシャンソン風な哀愁を感じさせるメロディーに特徴があり、日本でも親しまれた。
多くの映画音楽を作曲。特にクロード・ルルーシュ監督とのコンビによる作品はよく知られている。また、『恋人たちのメロディー』『愛と哀しみのボレロ』『流れ者』では出演もしている。1970年度アカデミー作曲賞受賞（『ある愛の詩』）。
大の飛行機嫌いで、海外公演が少ないことでも知られている。
2018年11月7日、フランスのメディアによって逝去が報道された。ただし正確な逝去日や死因については不明である。

## 音楽家として手がけた主な映画作品
- 男と女 Un homme et une femme（1966年）[1]
- パリのめぐり逢い Vivre pour vivre（1967年）
- 個人教授 (映画) La Leçon particulière（1968年）
- うたかたの恋 Mayerling（1968年）
- 白い恋人たち/グルノーブルの13日 13 jours en France（1968年）[1]
- あの愛をふたたび Un homme qui me plaît（1969年）
- さらば夏の日 Du Soleil Plein Les Yeux (1969年)
- 雨の訪問者 Le Passager de la pluie（1969年）
- 脱走山脈 Hannibal Brooks (1969年)
- 栄光への賭け The Games (1970年）
- 流れ者 Le Voyou (1970年）
- ある愛の詩 Love Story（1970年）[2]
- 狼は天使の匂い La Course du lièvre à travers les champs（1972年）
- 男と女の詩 La Bonne année（1973年）
- 続エマニエル夫人 Emmanuelle 2（1975年）
- 追悼のメロディ Le Corps de mon ennemi（1976年）
- ビリティス Bilitis（1978年）
- 愛と哀しみのボレロ Les Uns et les autres（1981年）
- 聖女伝説（1985年） - 村川透監督作品
- 男と女II Un homme et une femme, 20 ans déjà"(1986年)
- 黒い瞳 Oci ciornie（1987年）
- ラッコ物語（1987年） - 永田貴士監督作品
- 美しすぎて Trop belle pour toi（1989年）
- レ・ミゼラブル Les Misérables（1995年）
- 男と女、嘘つきな関係 Hommes, femmes, mode d'emploi（1996年）
- しあわせ Hasards ou coïncidences（1998年）
- アンナとアントワーヌ　愛の前奏曲（プレリュード）[3]（2015年）[2]

## ディスコグラフィー(日本発売分)

### シングル
1. 白い恋人たち(1968.10.1)
2. 愛のレッスン(1969.3.25)
3. 脱走山脈(1969)
4. 雨の訪問者(1970.3.25)
5. さらば夏の日(1970.7.1)
6. ある愛の詩(1971.1.25)
  - アンディ・ウイリアムス(オリジナル・日本語)盤とともに3曲同時にBEST10入り。
7. 流れ者のテーマ(1971.2.1)

### アルバム
1. ダブル・デラックス(1971.2.10)
2. フランシス・レイ・プレイズ…(1971.4.1)
3. MAX20(1971.5.10)
4. ザ・ベスト・フランシス・レイ(1971.9.10)

## フランシス・レイが題名及び歌詞に出てくる楽曲
- 坂の上の二階 - 大塚博堂
- ワインナイト - 水越恵子